# 東方魅力
東方魅力（StarEast，簡稱東魅，前港交所上市編號：0198，以及0597（優先股））是一家由香港著名藝人譚詠麟、陳百祥、曾志偉、成龍和梅艷芳共同創立的上市公司。東魅最初的設立，是為藝人在網上設立入門網站，當中以為黎明開設的網站最為成功。但後來由於東魅壟斷了香港大部份藝人在網上表演的權益，被其他網上內容開發者杯葛，從而改變經營方式，改為力捧新人加入香港樂壇。
東方魅力曾經歷多次易手，其後更一分為二，分別成為星美國際（由中國大陸的星美集團控制，在東方魅力控制時曾經營已在2004年停止運作的香港流動媒體M Channel，現在的主要業務只有出版《成報》）及漢傳媒集團（由陳國強、王晶、陳百祥、曾志偉等人共同控制，接管了原屬東魅的傳媒及娛樂事業）。

## 歌手列表（2001－2005）

### 男
- 成龍
- 李聖傑
- 陳鍵鋒
- 馮德倫

### 女
- 陳文媛
- 李蘢怡
- 車婉婉
- 鄺文珣
- 胡蓓蔚
- 張詠詩
- 鄭新瑋

### 組合
- E-kids
- EO2

## 專輯列表
以Star East Music Ltd.名義發行
| 推出日期       | 大碟名稱                   | 歌手   | 編號        |
| -------------- | -------------------------- | ------ | ----------- |
| 2001年4月19日  | 《俠骨仁心原聲專輯》       | 鍾鎮濤 | SEM20011-2  |
| 2001年8月22日  | 《Shine》                  | 陳文媛 | SEM20012-2  |
| 2002年8月12日  | 《Tiffany Lee E.P.》       | 李蘢怡 | SEM20013-2  |
| 2001年7月31日  | 《Simply》                 | 車婉婉 | SEM20014-2  |
| 2002年1月3日   | 《Graceful bobo》          | 陳文媛 | SEM20015-2  |
| 2002年10月26日 | 《Bounce》                 | 陳文媛 | SEM20017-2  |
| 2002年12月3日  | 《Diary》                  | E-kids | SEM20018-2  |
| 2002年11月23日 | 《我知道》                 | EO2    | SEM20019-2  |
| 2003年8月15日  | 《Smile》                  | E-kids | SEM200112-2 |
| 2003年10月2日  | 《Phase 1 the retrospect》 | 陳文媛 | SEM200113-2 |
| 2004年1月26日  | 《004》                    | EO2    | SEM200115-2 |

以Star East Records Ltd.名義發行
| 推出日期      | 大碟名稱         | 歌手                | 編號         |
| ------------- | ---------------- | ------------------- | ------------ |
| 2002年5月10日 | 《魅力移動2002》 | EO2、E-kids、張詠詩 | SER2002001-2 |

以Star East Entertainment Corp.名義發行
| 推出日期       | 大碟名稱         | 歌手   | 編號       |
| -------------- | ---------------- | ------ | ---------- |
| 2002年2月1日   | 《真的, 用了心》 | 成龍   | SEE02001CD |
| 2002年8月1日   | 《癡心絕對》     | 李聖傑 | SEE02002CD |
| 2002年8月12日  | 《幸福後樂園》   | 鄺文珣 | SEE02003CD |
| 2002年9月3日   | 《6年級女生》    | 鄭新瑋 | SEE02005CD |
| 2002年11月30日 | 《停格愛情》     | 胡蓓蔚 | SEE02006CD |
| 2002年12月26日 | 《戀愛秘笈》     | E-kids | SEE02007CD |